# Mike
Mike és una minisèrie de drama biogràfic estatunidenca, creada per Steven Rogers per a Hulu, basada en la vida del boxador Mike Tyson, el qual no va participar en la sèrie i va criticar-ne la producció.

## Argument
La sèrie explora la dinàmica i controvertida vida de Mike Tyson, explorant els tumultuosos alts i baixos de la seva trajectòria esportiva i de la seva vida personal, el qual va passar de ser un atleta mundialment valorat a un pària i viceversa. La sèrie examina la desigualtat social als Estats Units d'Amèrica, la qüestió racial, la fama, el poder dels mitjans de comunicació, la misogínia, la promesa del somni americà i, en última instància, el relat social en la configuració de la història de Tyson.